# 樹海戦線
『樹海戦線』（じゅかいせんせん）は、J・C・ポロックの小説。1986年2月に早川書房から刊行された。

## あらすじ
グリーンベレー当時の上司であるブルック中佐から連絡があり、マイク・スレイターは、面会をすることになった。ブルック中佐は、8年前のグリーン・ベレーの作戦中に捕虜になった時に見かけた敵のヴェトナム人の顔が、現在勤務しているCIA施設　チェスナット・リッジ・ファームに勤務しているポール・カイナードと同一人物である事を、スレイターに確認してもらいたかったのである。ブルック中佐は、スレイターが今後、危険な事と、同じ作戦に参加して捕虜になったアル・マルヴァヒルとライル・パーキンズも命を狙われると警告した。スレイターが写真を確認する前に、謎の集団の襲撃を受け、ブルック中佐は死亡、スレイターは反撃をして逃走する。その後、マルヴァヒルは謎の集団に殺され、パーキンズもスレイターと一緒の所を命を狙われる。スレイターとパーキンズは、昔の仲間から武器を調達し、カナダの森林地帯で謎の集団の襲撃を待ち構える。
ポール・カイナードは、現在、CIA施設　チェスナット・リッジ・ファームに勤務している。ヴェトナム戦争時には、CIAの指揮のもとヴェトナム人チームで活動中、政治家による北爆の中止により、北ヴェトナムで捕虜になる。自分を裏切り見捨てた政治家を恨みに感じ、KGBの誘いに応じ、二重スパイとなる。CIA内では、秘密通信と秘密撮影の専門家として出世していった。今までもCIA内部の数々の情報をKGBに流していた。ブルック中佐がヴェトナム戦争当時の事を思い出している事を察し、KGBに指示を出して、ブルック中佐、スレイター、マルヴァヒル、パーキンズの暗殺を謀る。スレイターの抜群の戦闘能力のため、暗殺に失敗したことを知ると、自分の工作担当官であるKGB将校　ワシリー・アンドロソフと美術館で接触をする。カイナードは、自分がモスクワのCIA支局長の内定を受けたことを話し、スレイターらを抹殺して自分を守る事の利益を主張した。KGBは、特殊作戦のために訓練されたソヴィエト軍の戦闘部隊　ヴィーソートニキ・チームに、スレイターらの殺害の命令を出す。
CIA工作本部担当副長官のウィルスン・マコヌルは、美術館の盗撮・盗聴の情報より、カイナードの二重スパイを見破る。マコヌルは、カイナードを逮捕せずに、彼の親族の安全を担保に、ソヴィエトに偽の情報を送る三重スパイになる事を勧め、カイナードは承諾する。ソヴィエトを騙すためには、ヴィーソートニキ・チームが、スレイターらを殺害する事を見守ることになった。
カナダの森林地帯では、ヘリコプターで降りてきたヴィーソートニキ・チーム　12人に対して、スレイターとパーキンズは、奇襲をかけ、有利に戦いを展開する。闘いの中で、パーキンズは倒れたが、ソヴィエト兵11人まで倒すことができた。スレイターは、最後の一人のヴィクトル・パヴリチェンコ中尉に重傷を負わせた所で、狙撃兵により腹部を撃たれる。CIAが、二人が生存した時のために、狙撃手を潜入させていたのだ。スレイターは、重症の体で、飛行機で逃走としようとするが、飛行中に息絶える。

## 登場人物
ウィリアム・A・ブルック（ブル）中佐
チェスナット・リッジ・ファームの保安主任。スレイターのグリーンベレー当時の上司。
マイク・トマス・スレイター
元グリーンベレー隊員。一時契約工作員としてCIAで仕事。現在は犬舎を経営。
アル・マルヴァヒル
SOG部隊のスレイターの同僚。頸椎損傷による四肢麻痺で車椅子生活。鬱病。負傷した時、マイクが救出した。
スー・アン・マルヴァヒル
アル・マルヴァヒルの妻。
ライル・パーキンズ
SOG部隊のスレイターの同僚。優秀な偵察兵。
アルファロス
スレイターの妻。エルサルバドルの少数独裁政治家名家の分家の出身。ゲリラに誘拐され殺害される。
ジャネット・グロート
看護婦。マイクと交際中。
オスカー・ミルロイ
通称：ダーティ・シャツ。元特殊部隊の特務曹長。質屋兼銃器店を経営。
ピート・ノヴァック
犬の訓練士。スレイターが雇用。ヴェトナム戦争で負傷。犬の扱い方は美事。
アーニー
アメリカン・スタッフォードシャー・テリア。闘犬。
ジャリ
雌のドーベルマン。
ウィルスン・マコヌル
CIA工作本部担当副長官（=DDO）。
アンドルー（アンディ）・カリー
CIA工作本部の対情報工作局長。
ローレンス・ハート
CIA保安部長。
ハリー・ヴェナブル
40歳。CIA保安部の調査課長。2年間スレイターの工作担当官。
ジョン・ボースウィック
25歳。ヴェナブルの部下。若手の工作担当官補。潜行
キャレン・シングルトン
ヴェナブルの秘書。
ポール・カイナード
アメリカ人の父と（ハノイ出身の）ヴェトナム人の母に生まれた混血児。高身長である事以外はヴェトナム人と外見が何ら変わらない事、幼少時代からヴェトナム語（「複雑で難しい」慣用句を熟知し、ハノイ訛りである）とヴェトナムの歴史文化風習をマスターしていた事、（旧北ベトナム時代の）ハノイ大学に留学経験がある事などから、ハーバード大学の最終学年のときにCIAに職業情報官としてスカウトされる。ベトナム戦争中は、秘密作戦「統制アメリカ情報源(CAS)」の一環として、1965年から旧北ベトナムの紅河デルタ付近に単独で潜入。徴集された現地人が主に参加していた同作戦では数少ないCIA職員として、孤児院のバス運転手に成りすまし、同国内の軍事情報の収集や内通者（アセット）の確保、短期間に北ベトナムに潜入した偵察部隊の支援などを担当した。1975年ごろには、階級章の無い旧北ベトナム軍の迷彩服を着用して、同部隊と行動を共にしていた。しかし、偽装が見破られて危機に陥り、サイゴン陥落の翌日、1975年5月1日にCASの最終作戦で旧北ベトナムから救出される。長年の敵地への単独潜行任務により叙勲され、一部のCIA職員からは「伝説の人物」と噂される。バンコク支局勤務ののち、チェスナット・リッジ・ファームの幹部職員となる。職業情報官の準軍事訓練において空挺兵としての技能を習得しており、英語、ヴェトナム語のほか、ロシア語もアジテーションができるぐらいに堪能である。秘密通信（「バースト」送信）と秘密撮影の専門家。
ワシリー・アンドロソフ
ソヴィエト国連代表団の一員。KGB将校。ベトナム戦争中は旧北ベトナムに派遣されており、ヴェトナム語での会話や読み書きができる。カイナードの工作担当官。
ユーリー・フェドルチューク
KGB将校。ヴィクトル・パヴリチェンコ中尉の上司。
ヴィクトル・パヴリチェンコ中尉
ヴィーソートニキ・チームの指揮官。
ニコライ・バンデラ曹長
ヴィーソートニキ・チームの一員。高い指揮能力と愛国心。経験の積んだ追跡者。
スタニスラフ・ミコヤンン先任軍曹
ヴィーソートニキ・チームの一員。
コルズニコフ
ヴィーソートニキ・チームの一員。沈着で信頼に足る。
ガルキン軍曹
ヴィーソートニキ・チームの一員。エストニア人労働者出身。傲慢。
ジャーチコフ新任軍曹
ヴィーソートニキ・チームの一員。ベロルシア人農民出身。偏屈で粗野。

## 用語
チェスナット・リッジ・ファーム
CIAの新しい最高機密施設。敷地内で特殊な秘密作戦の訓練が行われる。
国防情報局
アメリカ合衆国国防総省の諜報機関。軍事情報を専門に収集、調整する機関。
SOG
アメリカ合衆国のヴェトナム戦争における特殊作戦グループ。CIAにより管理され、完全に機密扱い。
MACV
在ヴェトナム軍事援助部隊。
CAS
統制アメリカ情報源。CIAによって訓練され、北ヴェトナムに侵入させられたヴェトナム人チーム。
バーダー・マインホフ
ドイツ赤軍。旧西ドイツにおける最も活動的な極左の民兵組織。
モスクワ・センター
モスクワ市にあるKGB本部。
執行活動局（エクゼクティヴ・アクション）
暗殺を専門とするCIAの部門。
KGB第十三局
KGBにおける「執行活動局」。
ヴィーソートニキ・チーム
特殊作戦のために訓練された12人編成のソヴィエト陸軍の戦闘部隊（実在のスペツナズに近い部隊）。
陸軍部隊であるが、今回の任務に限りKGBの指揮下となる。
DDO
工作本部担当副長官。CIAの秘密工作の責任者。